# Asteromassaria
Asteromassaria is een geslacht van schimmels behorend tot de familie Pleomassariaceae. De typesoort is Asteromassaria macrospora.

## Soorten
Volgens Index Fungorum telt het geslacht 12 soorten (peildatum april 2022):
| Soortnaam                                         | Auteur(s)                          | Publicatiejaar |
| ------------------------------------------------- | ---------------------------------- | -------------- |
| Asteromassaria alni                               | M.E. Barr                          | 1993           |
| Asteromassaria berberidicola                      | (G.H. Otth ex Jacz.) Boise         | 1985           |
| Asteromassaria daphnes                            | (Petr.) Boise                      | 1985           |
| Asteromassaria distincta                          | (Schwein.) M.E. Barr               | 1982           |
| Asteromassaria macroconidica                      | Kaz. Tanaka, Y. Harada & M.E. Barr | 2005           |
| Asteromassaria macrospora (Beukenjoekelspoorzwam) | (Desm.) Höhn.                      | 1917           |
| Asteromassaria minor                              | (Peck) M.E. Barr                   | 1982           |
| Asteromassaria olivaceohirta                      | (Schwein.) M.E. Barr               | 1982           |
| Asteromassaria pulchra                            | (Harkn.) Shoemaker & P.M. LeClair  | 1975           |
| Asteromassaria seriata                            | (Cooke) Shoemaker & P.M. LeClair   | 1975           |
| Asteromassaria tetraspora                         | M.D. Mehrotra & Sivan.             | 1989           |
| Asteromassaria verruculosa                        | Sivan.                             | 1988           |